# Eteri Liparteliani
Eteri Liparteliani (en georgiano: ეთერ ლიპარტელიანი, Lenteji, 23 de septiembre de 1999) es una deportista georgiana que compite en judo.
Ganó una medalla de oro en el Campeonato Mundial de Judo de 2025, tres medallas en el Campeonato Europeo de Judo entre los años 2022 y 2025, y una medalla de oro en el Campeonato Europeo de Judo por Equipo Mixto de 2021.
En los Juegos Europeos de Cracovia 2023 consiguió una medalla de oro en la prueba de equipo mixto.
Participó en dos Juegos Olímpicos de Verano, ocupando el quinto lugar en Tokio 2020 y en París 2024, en la categoría de –57 kg.

## Palmarés internacional
| Campeonato Mundial                  | Campeonato Mundial      | Campeonato Mundial | Campeonato Mundial |
| Año                                 | Lugar                   | Medalla            | Categoría          |
| ----------------------------------- | ----------------------- | ------------------ | ------------------ |
| 2025                                | Budapest (Hungría)      | Medalla de oro     | –57 kg             |
| Juegos Europeos                     |                         |                    |                    |
| Año                                 | Lugar                   | Medalla            | Categoría          |
| 2023                                | Krynica-Zdrój (Polonia) | Medalla de oro     | Equipo mixto       |
| Campeonato Europeo                  |                         |                    |                    |
| Año                                 | Lugar                   | Medalla            | Categoría          |
| 2022                                | Sofía (Bulgaria)        | Medalla de bronce  | –57 kg             |
| 2024                                | Zagreb (Croacia)        | Medalla de bronce  | –57 kg             |
| 2025                                | Podgorica (Montenegro)  | Medalla de plata   | –57 kg             |
| Campeonato Europeo por Equipo Mixto |                         |                    |                    |
| Año                                 | Lugar                   | Medalla            | Categoría          |
| 2021                                | Ufá (Rusia)             | Medalla de oro     | Equipo mixto       |